# The Devil Ororon
The Demon Ororon (悪魔のオロロン Akuma no Ororon) er en manga i fire bind skrevet og tegnet af Mizuki Hakase. Den bliver i Danmark udgivet af forlaget Mangismo og er en kærlighedsserie.

## Handling
Den handler om pigen Chiaki Saionji, en forældreløs datter af ærkeenglen Mikael og en menneskelig kvinde samt om Ororon Gem Farrel, Helvedets hersker. 
En regnvåd mandag finder hun ham siddende på gaden med et stort sår i maven og tager ham med sig hjem. Der passer hun ham og som tak giver Ororon hende et ønske. Hun ønsker sig, at han skal blive hos hende for evigt, og han indvilger. Ororon forelsker sig hurtigt i Chiaki, men hun holder en smule afstand. Da hun lærer hans sande, morderiske natur at kende, bliver hun dybt fortvivlet og indser, at hun også elsker ham. 
Derefter følger hårde kampe mod både engle, monstre og djævle, men også Ororon og Chiaki kæmper for at blive sammen. Hele sit liv har Ororon slået ihjel for at leve, men Chiaki, datter af en engel, er udpræget pacifist og vil hellere dø end gøre andre ondt.
Sideløbende får man også historien om Ororons excentriske storebror, Othello og hans besættelse af drengen Mitsume, der mangler en arm og to fingre og har et tredje øje i panden.
I bind tre er der desuden to bonushistorier om henholdsvis Othello og Mitsumes barndom.
| Anime eller manga | Spire Denne artikel om en anime og/eller manga er en spire som bør udbygges. Du er velkommen til at hjælpe Wikipedia ved at udvide den. |